# Теорія систем
Теорія систем (загальна теорія систем) — спеціально-наукова і логіко-методологічна концепція дослідження об'єктів, які є системами. З розвитком системології теорія систем набула необхідної уніфікації та універсальності, вичерпної однозначності та завершеності.
До цілей дослідження в рамках теорії систем належить вивчення:
- різновиди і критерії типів об'єктів-систем, модельних та псевдосистем;
- основ та принципів системності об'єктів та системогенезу,
- дослідження, проєктування та управління системами;
- функціонування і розвиток систем-об'єктів;
- дослідження та прогнозування натурних систем.

## Історія розвитку
Богданов-Малиновський запропонував ідею створення організаційної науки — тектології, передбачив деякі положення кібернетики.  Загальну теорію систем запропонував Л. фон Берталанфі у 30-ті роки ΧΧ ст. Ідея наявності загальних закономірностей при взаємодії великої, але не безкінечної кількості фізичних, біологічних і соціальних об'єктів вперше була висловлена Берталанфі в 1937 році на семінарі по філософії в Чиказькому університеті. Однак, вперше його публікації на цю тему з'явилися тільки після війни. Основною ідеєю Загальної теорії систем, запропонованої Берталанфі є визнання ізоморфізму законів, які управляють функціонуванням системних об'єктів. Чималий внесок у розвиток теорії систем зробив також відомий американський економіст і соціолог К. Боулдінг.
В 50-70-ті роки ΧΧ ст. було запропоновано низку нових підходів до побудови Загальної теорії систем такими науковцями як М. Месарович, Л. Заде, Р. Акофф, Дж. Клір, А. І. Уйомов, Ю. А. Урманцев, Р. Калман, С. Бір, Е. Ласло, Г. П. Мельников та ін. Загальною рисою цих підходів була розробка логіко-концептуального і математичного апарату системних досліджень. Методологія системного мислення, яка розробляється в Московському методологічному гуртку Г. П. Щедровицьким, його учнями і співробітниками, є подальшим продовженням і розширенням Загальної теорії систем.
Фон Берталанфі увів поняття і дослідив відкриті системи — системи, які постійно обмінюються речовиною і енергією з зовнішнім середовищем. Надалі, у формуванні та становленні системології всі системи всесвіту не є ізольовані, а тому всі системи є відкритими. Ізольованість систем можна вважати лише в модельному, чи в відносно ізольованому стані.
У процесі розвитку науки про системи й системність сформувалася системологія, завершуючи вірогідність та варіативність системного підходу, контрастуючи однозначними вивіреними базовими категоріями та алгоритмом системогенезу. Саме визначення об'єктів та методів і свідчать про зрілість науки.

## Загальна теорія систем та інші науки про системи
Сам Берталанфі вважав, що спільні цілі або методи з теорією систем мають (частково) такі наукові дисципліни:
- Кібернетика, яка базується на принципі зворотного зв'язку.
- Теорія інформації, яка вводить поняття інформації як певної величини, яку можна виміряти і розвиває принципи передачі інформації.
- Теорія ігор, яка аналізує в рамках власного математичного апарату раціональну конкуренцію двох або більше протидіючих сил з ціллю досягнення максимального виграшу і мінімального програшу.
- Теорія прийняття рішень, яка аналізує раціональні варіанти вибору всередині людських організацій.
- Топологія, яка включає несиметричні області, такі як теорія мереж і теорія графів.
- Факторний аналіз, тобто процедури виділення факторів у багатозмінних явищах в соціології та інших наукових галузях.
- Загальна теорія систем у вузькому смислі, яка має на меті вивести із загальних визначень поняття «система», низку понять, характерних для організованих цілих, таких як взаємодія, сума, механізація, централізація, конкуренція, фінальність і т. д., і застосовування їх до конкретних явищ.

## Прикладні науки про системи
Також виділяється кореляція теорії систем у прикладній науці, яку інколи називають наукою про системи або системною наукою (англ. Systems Science). Цей напрямок пов'язаний із автоматикою. У прикладній науці про системи виділяють такі галузі:
- Системотехніка (англ. Systems Engineering), тобто наукове планування, проєктування, оцінка й конструювання систем «людина — машина».
- Дослідження операцій (англ. Operations research), тобто наукове управління існуючими системами людей, машин, матеріалів, грошей тощо.
- Інженерна психологія (англ. Human Engineering).
- Теорія польової поведінки (Курт Левін).
- На основі систем Берталанфі заснована Теорія інтегральної індивідуальності (Вольф Соломонович Мерлін).